# 任隗
任隗（1世紀—92年10月4日），字子庐，南阳郡宛县（今河南省南阳市）人，东汉司空，东汉开国元勋、云台二十八将之一的任光之子。
任隗年轻时好黄老之学，清静寡欲，常以俸秩赈恤宗族，收养孤寡。汉明帝时历官羽林左监、虎贲中郎将、长水校尉。汉章帝即位，多次称其美德善行，拜将作大匠，历任太仆、光祿勳，任官多有美名。义行内修，不求名誉。章和元年（87年）六月初二，司徒桓虞免。司空袁安为司徒，光祿勳任隗为司空。汉和帝时，大将军窦宪专权，他不附权臣窦宪，以鲠直著称。窦宪兴兵北伐匈奴，任隗与司徒袁安联合上奏反对，仗言直议，坚持不移。在金銮宝殿上，脱去官帽力争，同时继续上书，有十次之多，大家都替他们担心，而袁安、任隗神色一如平常。永元四年（92年）八月十五，任隗在司空任上去世。